# Stefan Soltész
Stefan Soltész (* 6. Januar 1949 in Nyíregyháza, Ungarn; † 22. Juli 2022 in München, Deutschland) war ein österreichischer Dirigent. Von 1997 bis 2013 war er Intendant des Aalto-Musiktheaters sowie Generalmusikdirektor in Essen.

## Herkunft und Ausbildung
Stefan Soltész wurde in Nyíregyháza im Nordosten Ungarns geboren. 1956 kam er nach Wien, wo er Mitglied der Wiener Sängerknaben wurde. An der Wiener Hochschule für Musik und darstellende Kunst studierte er Dirigieren bei Hans Swarowsky sowie Komposition und Klavier.

## Wirken
1971 begann er als Kapellmeister am Theater an der Wien seine Karriere. Es folgten Engagements als Korrepetitor und Dirigent an der Wiener Staatsoper (1973–1983) und als Gastdirigent am Grazer Opernhaus (1979–1981). Während der Salzburger Festspiele (1978, 1979 und 1983) arbeitete er als Musikalischer Assistent bei Karl Böhm, Christoph von Dohnányi und Herbert von Karajan.
Positionen als ständiger Dirigent hatte Soltész an der Hamburgischen Staatsoper (1983–1985) und an der Deutschen Oper Berlin (1985–1997) inne. Als Generalmusikdirektor wirkte er von 1988 bis 1993 am Staatstheater Braunschweig sowie als Chefdirigent von 1992 bis 1997 an der Flämischen Oper in Antwerpen und Gent.
Von 1997 bis zum Ende der Spielzeit 2012/13 war Soltész Intendant des Aalto-Theaters in Essen, das 2008 im Rahmen der Kritikerumfrage der Fachzeitschrift Opernwelt zum „Opernhaus des Jahres“ gewählt wurde, und bis zum Ende der Spielzeit 2012/2013 Generalmusikdirektor der Essener Philharmoniker, das 2003 und 2008 „Orchester des Jahres“ war.
Gastdirigate führten Soltész regelmäßig an die Wiener Staatsoper sowie an die großen Opernhäuser Deutschlands (u. a. nach München, Hamburg, Berlin, Frankfurt, Köln). Weitere Schwerpunkte seiner Arbeit waren das Teatro dell’Opera di Roma, die Budapester Staatsoper, das Teatr Wielki in Warschau, das Bolschoi-Theater in Moskau und das Grand Théâtre de Genève. Darüber hinaus gastierte er an der Pariser und der Zürcher Oper, De Nederlandse Opera in Amsterdam, dem Teatro Massimo Bellini in Catania, der Oper Bilbao, dem Teatro Colón in Buenos Aires, in Japan, Taiwan, an der Washington und der San Francisco Opera, in Covent Garden, sowie bei den Festivals in Montpellier, Aix-en-Provence und Savonlinna, den Pfingstfestspielen Baden-Baden, anima mundi in Pisa, dem Tongyeong Festival (Korea) sowie dem Glyndebourne Festival.
Sinfoniekonzerte und Rundfunkaufnahmen dirigierte Soltész u. a. in München, Hamburg, Hannover, Dresden, Berlin, Saarbrücken, Bremen, Wiesbaden, Heidelberg, Wien, Rom, Catania, Turin, Mailand, Genua, Verona, Triest, Basel, Bern, Paris, Moskau, Taipei, Nagoya und Budapest.
Seine CD-Einspielungen umfassen u. a. Opern von Giacomo Puccini (La Bohème), Giuseppe Gazzaniga (Don Giovanni) und Alexander von Zemlinsky (Der Kreidekreis) sowie Arien und Lieder mit Grace Bumbry, Lucia Popp und Dietrich Fischer-Dieskau. Seine Aufnahme von Alban Bergs Lulu-Suite und Hans Werner Henzes Appassionatamente plus mit den Essener Philharmonikern wurde für den Grammy und den ICMA nominiert.
Am 22. Juli 2022 brach er während einer Vorstellung der Oper Die schweigsame Frau von Richard Strauss am Nationaltheater München zusammen und starb wenig später im Alter von 73 Jahren im Krankenhaus. Er hinterließ seine Frau Michaela.

## Auszeichnungen
- 2009: Bürger des Ruhrgebiets
- 2012: Ehrendirigent des Staatsorchesters Braunschweig[5]
- 2013: Professor h. c. des Landes Nordrhein-Westfalen